# Worlds of Fun
Koordinaten: 39° 10′ 38″ N, 94° 29′ 21″ W
Worlds of Fun ist ein US-amerikanischer Freizeitpark im Bundesstaat Missouri, der am 26. Mai 1973 eröffnet wurde. Er wird von Cedar Fair Entertainment Company betrieben. Das Thema der Parks ist Jules Vernes Reise um die Erde in 80 Tagen.

## Liste der Achterbahnen

### Bestehende Achterbahnen
| Name             | Typ                           | Hersteller                   | Eröffnungsjahr |
| ---------------- | ----------------------------- | ---------------------------- | -------------- |
| Boomerang        | Shuttle Coaster               | Vekoma                       | 2000           |
| Cosmic Coaster   | Big Apple, Familienachterbahn | Preston & Barbieri           | 1993           |
| Mamba            | Hyper Coaster                 | D.H. Morgan Manufacturing    | 1998           |
| Patriot          | Inverted Coaster              | Bolliger & Mabillard         | 2006           |
| Prowler          | Holzachterbahn                | Great Coasters International | 2009           |
| Spinning Dragons | Spinning Coaster              | Gerstlauer                   | 2004           |
| Timber Wolf      | Holzachterbahn                | Dinn Corporation             | 1989           |
| Zambezi Zinger   | Holzachterbahn                | Great Coasters International | 2023           |

### Geschlossene Achterbahnen
| Name           | Typ                              | Hersteller              | Eröffnung | Schließung |
| -------------- | -------------------------------- | ----------------------- | --------- | ---------- |
| Extremeroller  | Stahlachterbahn mit Inversionen  | Arrow Dynamics          | 1976      | 1988       |
| Orient Express | Stahlachterbahn mit Inversionen  | Arrow Dynamics          | 1980      | 2003       |
| Schussboomer   | Stahlachterbahn ohne Inversionen | Schwarzkopf             | 1973      | 1984       |
| Silly Serpent  | Kinderachterbahn                 | Allan Herschell Company | 1973      | 1987       |
| Zambezi Zinger | Stahlachterbahn ohne Inversionen | Schwarzkopf             | 1973      | 1997       |

## Belege
1. ↑  Boomerang - Worlds of Fun (Kansas City, Missouri, United States). In: rcdb.com. Abgerufen am 4. April 2021.
2. ↑  Cosmic Coaster - Worlds of Fun (Kansas City, Missouri, United States). In: rcdb.com. Abgerufen am 4. April 2021.
3. ↑  Mamba - Worlds of Fun (Kansas City, Missouri, United States). In: rcdb.com. Abgerufen am 4. April 2021.
4. ↑  Patriot - Worlds of Fun (Kansas City, Missouri, United States). In: rcdb.com. Abgerufen am 4. April 2021.
5. ↑  Prowler - Worlds of Fun (Kansas City, Missouri, United States). In: rcdb.com. Abgerufen am 4. April 2021.
6. ↑  Spinning Dragons - Worlds of Fun (Kansas City, Missouri, United States). In: rcdb.com. Abgerufen am 4. April 2021.
7. ↑  Timber Wolf - Worlds of Fun (Kansas City, Missouri, United States). In: rcdb.com. Abgerufen am 4. April 2021.
8. ↑  Zambezi Zinger - Worlds of Fun (Kansas City, Missouri, United States). In: rcdb.com. Abgerufen am 14. September 2024.
9. ↑  Extremeroller - Worlds of Fun (Kansas City, Missouri, United States). In: rcdb.com. Abgerufen am 4. April 2021.
10. ↑  Orient Express - Worlds of Fun (Kansas City, Missouri, United States). In: rcdb.com. Abgerufen am 4. April 2021.
11. ↑  Schussboomer - Worlds of Fun (Kansas City, Missouri, United States). In: rcdb.com. Abgerufen am 4. April 2021.
12. ↑  Silly Serpent - Worlds of Fun (Kansas City, Missouri, United States). In: rcdb.com. Abgerufen am 4. April 2021.
13. ↑  Zambezi Zinger - Worlds of Fun (Kansas City, Missouri, United States). In: rcdb.com. Abgerufen am 4. April 2021.